# الکساندر پورنل
الکساندر پورنل (انگلیسی: Alexander Purnell؛ زادهٔ ۳۰ ژانویهٔ ۱۹۹۵) قایقران روئینگ اهل استرالیا است.
وی در مسابقات کشوری و بین‌المللی در مجموع برندهٔ ۱ مدال طلا، ۱ مدال نقره، ۱ مدال برنز شده‌است.